# Сент-Натален
Сент-Натале́н (фр. Sainte-Nathalène) — коммуна во Франции, находится в регионе Аквитания. Департамент — Дордонь. Входит в состав кантона Сарла-ла-Канеда. Округ коммуны — Сарла-ла-Канеда.
Код INSEE коммуны — 24471.

## География

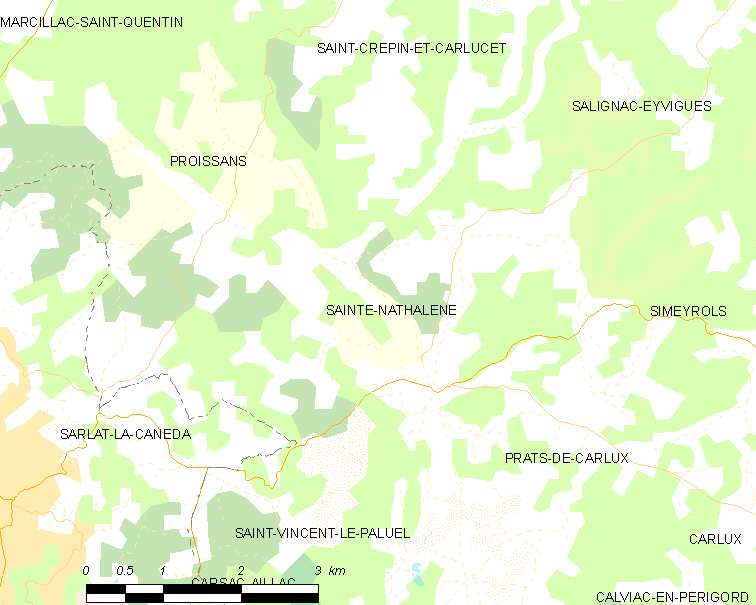
Карта коммуны

Коммуна расположена приблизительно в 450 км к югу от Парижа, в 150 км восточнее Бордо, в 55 км к юго-востоку от Перигё.
По территории коммуны протекает река Энеа.

### Климат
Климат умеренный океанический со средним уровнем осадков, которые выпадают преимущественно зимой. Лето здесь долгое и тёплое, однако также довольно влажное, здесь не бывает регулярных периодов летней засухи. Средняя температура января — 5 °C, июля — 18 °C. Изредка вследствие стечения неблагоприятных погодных условий может наблюдаться непродолжительная засуха или случаются поздние заморозки. Климат меняется очень часто, как в течение сезона, так и год от года.

## Население
Население коммуны на 2010 год составляло 574 человека.
| 1962 | 1968 | 1975 | 1982 | 1990 | 1999 | 2010 |
| ---- | ---- | ---- | ---- | ---- | ---- | ---- |
| 303  | 310  | 297  | 346  | 364  | 477  | 574  |

## Администрация
| Период | Период | Фамилия            | Партия       | Примечания |
| ------ | ------ | ------------------ | ------------ | ---------- |
| 1989   | 2008   | Мишель Сули        |              |            |
| 2008   | 2014   | Мишель Дюкло       | беспартийный | пенсионер  |
| 2014   | 2020   | Жан-Мишель Перюзен |              |            |

## Экономика
В 2010 году среди 386 человек трудоспособного возраста (15-64 лет) 306 были экономически активными, 80 — неактивными (показатель активности — 79,3 %, в 1999 году было 71,8 %). Из 306 активных жителей работали 282 человека (153 мужчины и 129 женщин), безработных было 24 (4 мужчины и 20 женщин). Среди 80 неактивных 25 человек были учениками или студентами, 27 — пенсионерами, 28 были неактивными по другим причинам.

## Достопримечательности
- Усадьба Ла-Тур (XV век). Исторический памятник с 1952 года[5]
- Усадьба Массо (XVI век)
- Водяная мельница Ла-Тур (XVI век)
- Церковь Св. Наталия (XV век)

## Фотогалерея

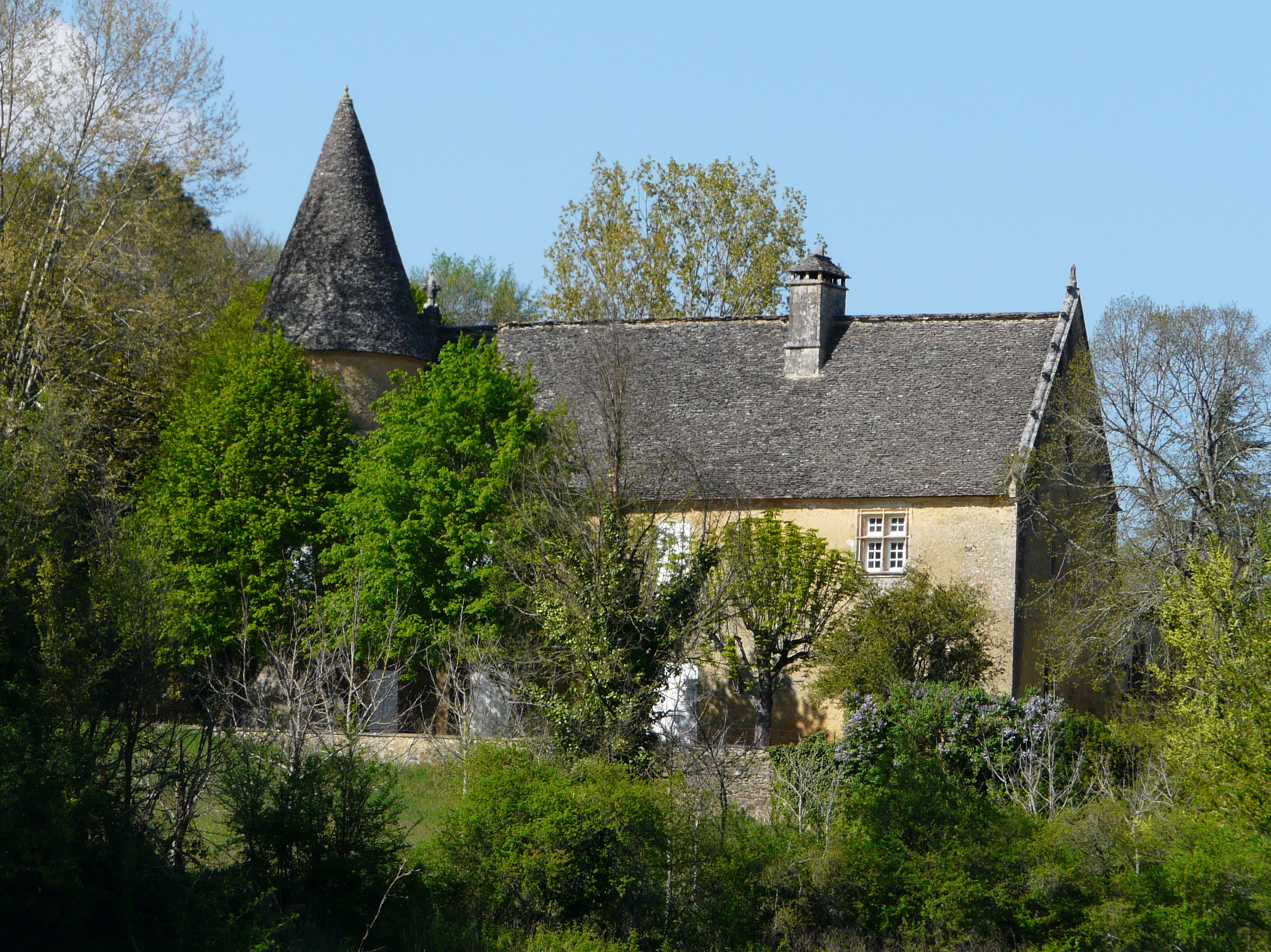
Усадьба Ла-Тур
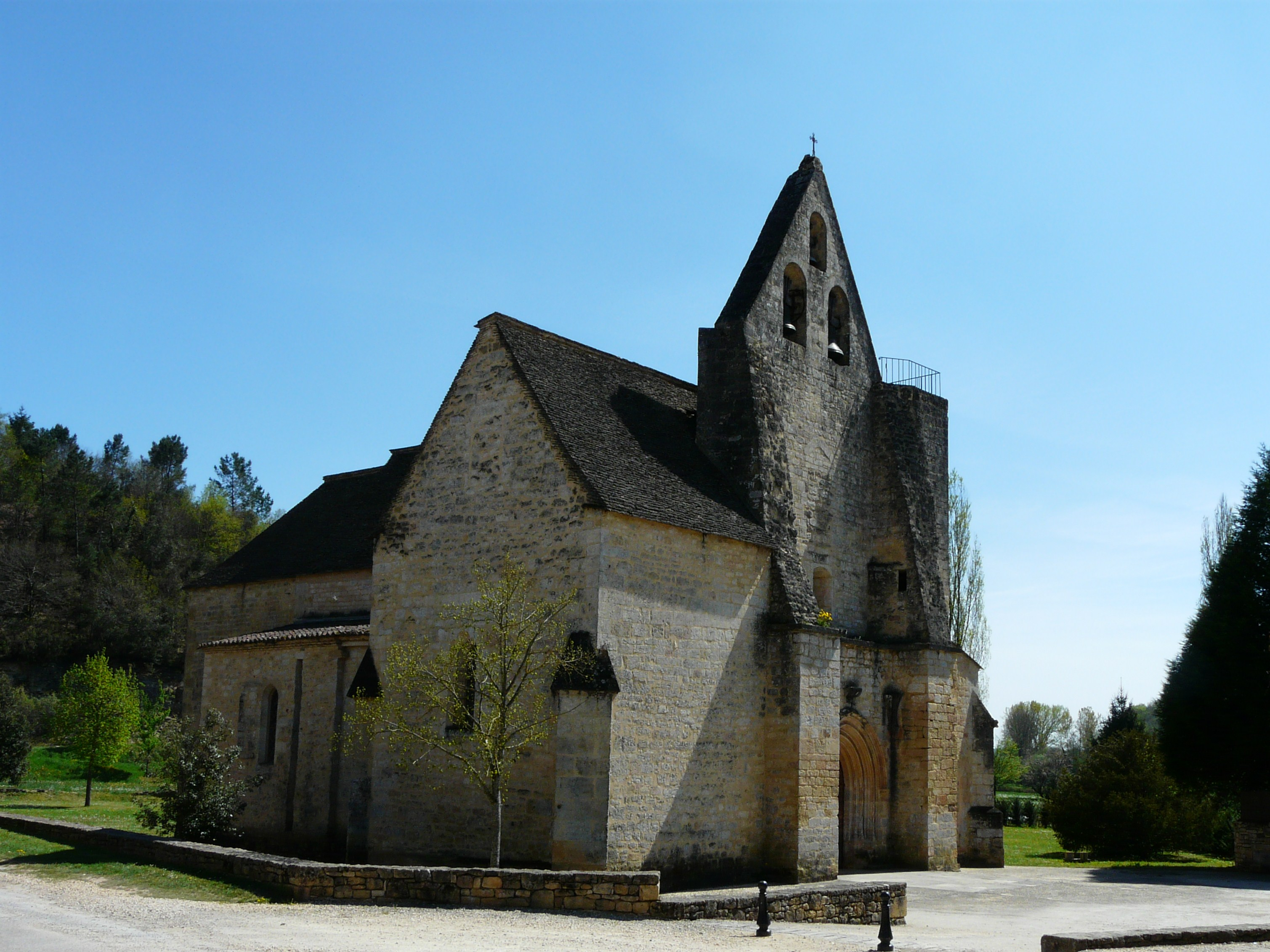
Церковь Св. Наталия
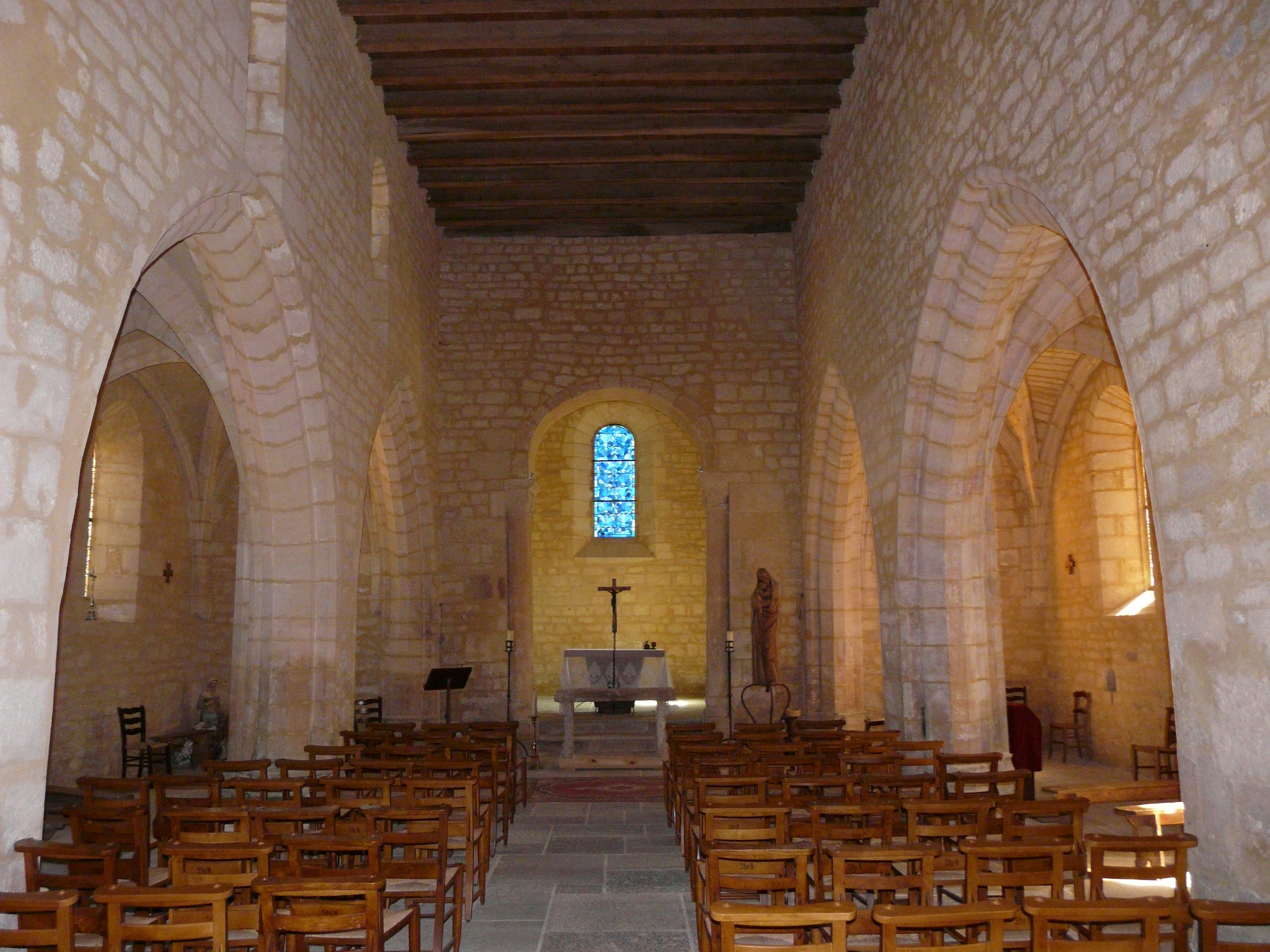
Интерьер Св. Наталия
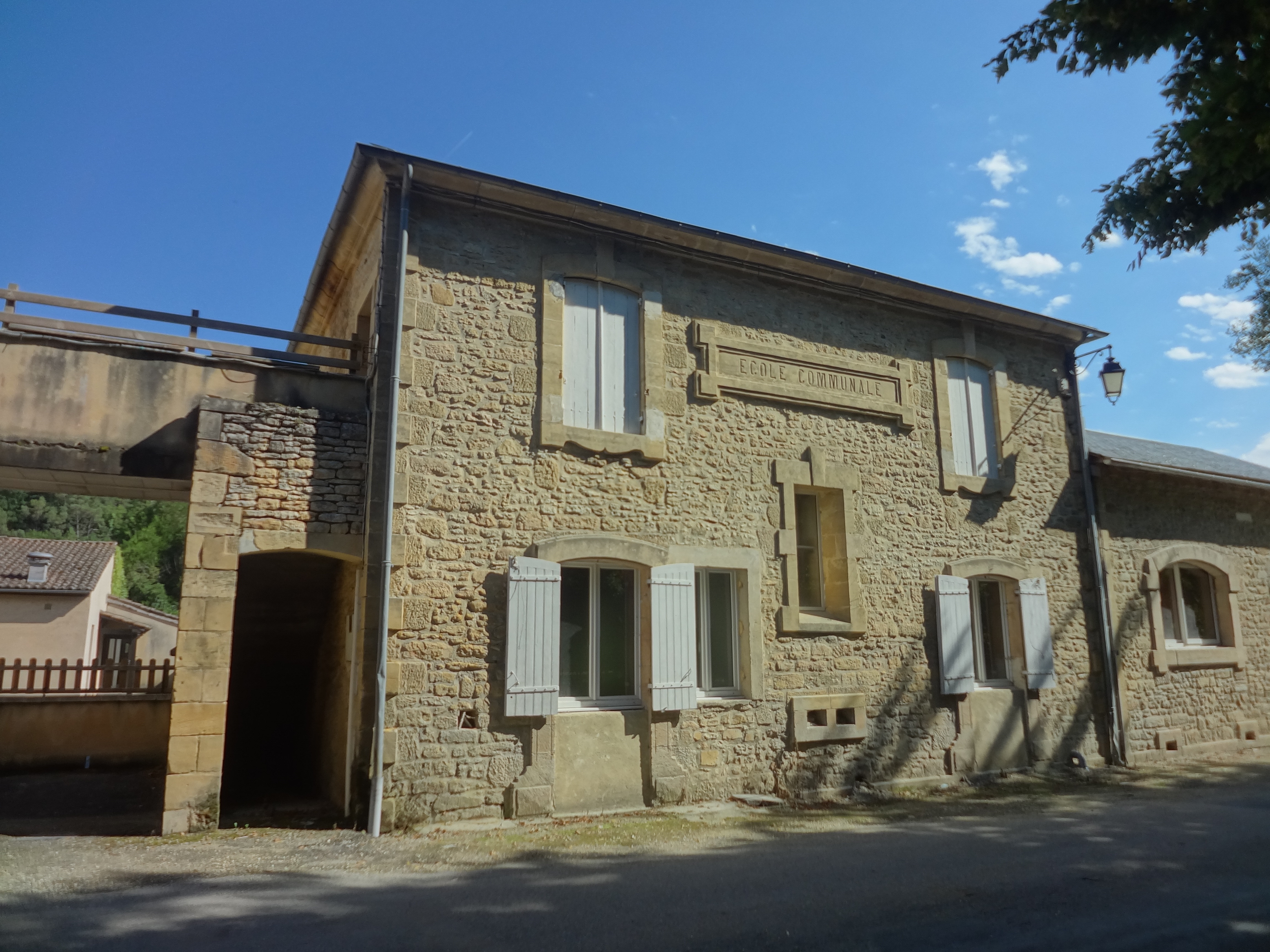
Школа
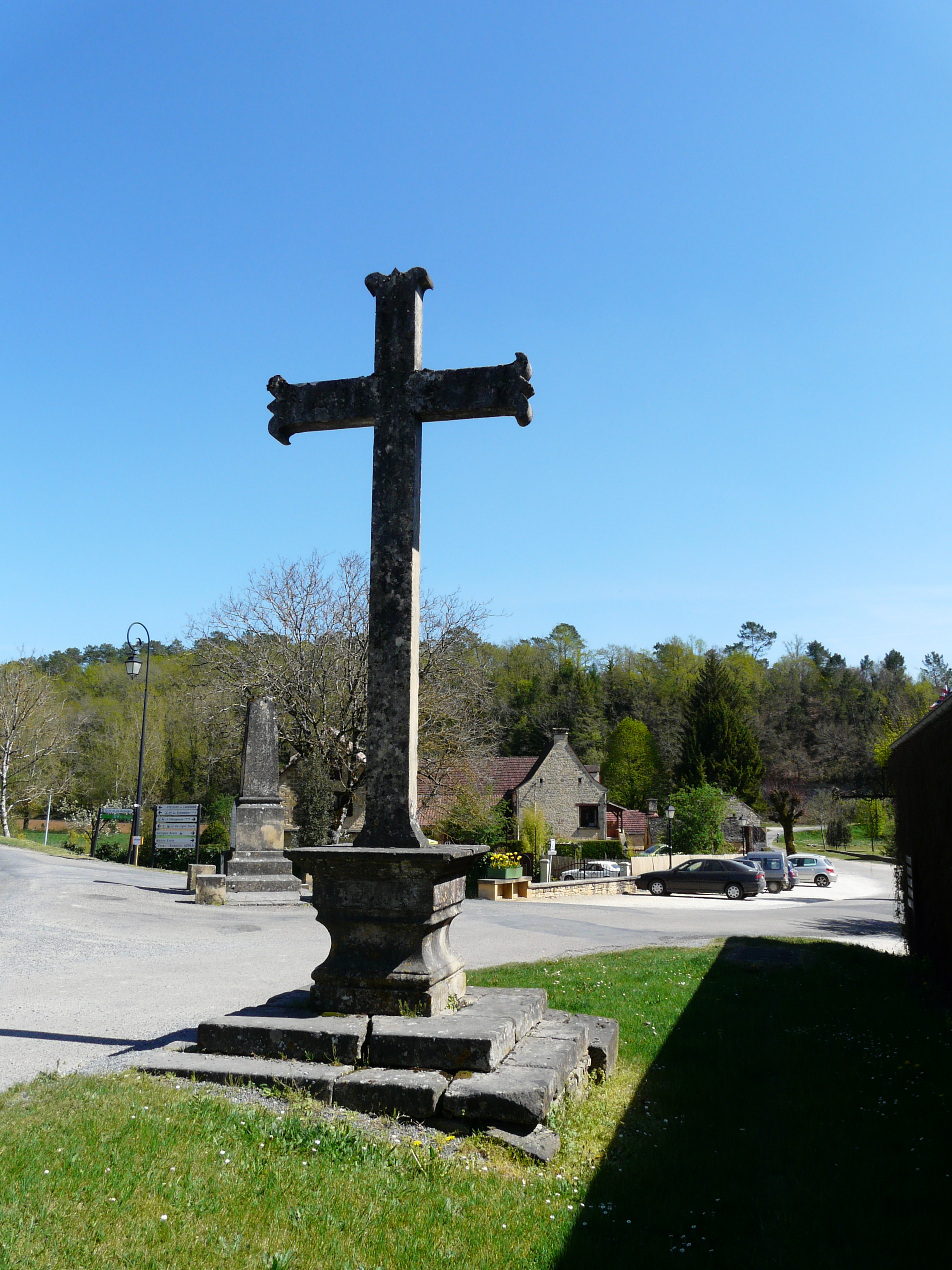
Крест
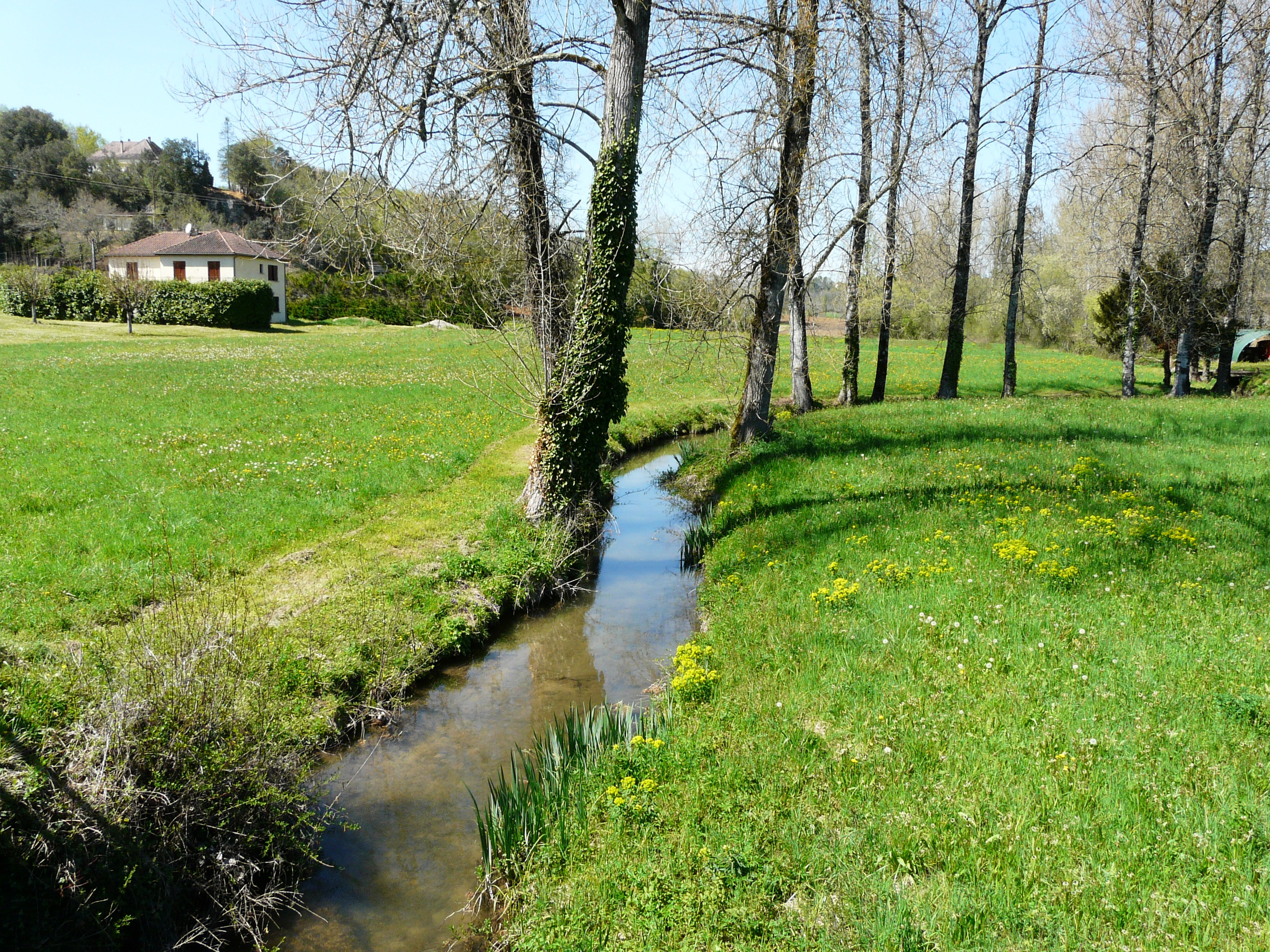
Река Энеа